# Кай Сігбан
Кай Манні Бер'є Сігбан (швед. Kai Manne Börje Siegbahn; 20 квітня 1918, Лунд, Швеція — 20 серпня 2007, Ангельхольм, Швеція) — шведський фізик, лауреат Нобелівської премії з фізики в 1981 р. (Половина премії «за внесок у розвиток електронної спектроскопії високого дозволу». Другу половину премії отримали Ніколас Бломберген і Артур Шавлов «за внесок у розвиток лазерної спектроскопії».

## Біографія
Кай Сігбан народився в сім'ї майбутнього Нобелівського лауреата (1924) Карла Манне Сігбана. Закінчив гімназію в Упсалі. З 1936 по 1942 рр. вивчав в Упсальському університеті фізику, математику і хімію. У 1944 р. захистив дисертацію в Стокгольмському університеті. З 1942 по 1951 рр. працював у Нобелівському інституті фізики. У 1951 р. став професором фізики в Королівському технологічному інституті в Стокгольмі. У 1954 р. перейшов на кафедру в університеті Упсали, якою раніше, до 1937 р. завідував його батько. Був членом багатьох наукових спільнот, серед інших, Королівської шведської академії наук. Кай Сігбан був президентом Міжнародного союзу чистої та прикладної фізики. Іноземний член РАН (1994).
Сігбан розробив методи хімічного аналізу за допомогою електронної спектроскопії високої розподільності.
23 травня 1944 одружився з Анною Бріт Редін. Батько трьох дітей — Пер (1945), Ганс (1947; зараз професор фізики в Упсалі) і Нільс (1953).
На честь науковця названо астероїд 10446 Сігбан.